# Starganiec
Starganiec – zbiornik wodny oraz ośrodek wypoczynkowy znajdujący się w granicy administracyjnej miasta Mikołów, obok granicy z Katowicami.
Staw powstał w połowie XIX wieku, na jego terenie wcześniej wydobywano odkrywkowo piasek. Ma nieregularny kształt i wymiary ok. 220 m x 180 m. Lustro wody leży na wysokości ok. 265 m n.p.m.
W latach PRL-u przy stawie „Starganiec” huta „Baildon” utworzyła ośrodek wodno-rekreacyjny dla swoich pracowników. Obecnie ośrodek nie należy już do huty. Starganiec leży w otulinie leśnego pasa ochronnego GOP (Lasy Panewnickie). Przez ośrodek przechodzą szlaki: Bohaterów Wieży Spadochronowej, Żwakowski oraz Dwudziestopięciolecia PTTK. Znajdowała się tu także plaża nudystów.
Do ośrodka można dojechać samochodem − drogą krajową nr 81 lub autobusami nr 29, 45, 937 (dla wspomnianych linii − należy wysiąść na przystanku koło zajazdu „Gościniec Śląski, na 937 istnieją kursy wariantowe przez przystanek Staw Starganiec”), 657 (należy wysiąść na ostatnim przystanku przy ul. Owsianej) i 275 w sezonie letnim (dojeżdża bezpośrednio pod Staw Starganiec).
W 2023 roku zakończono rewitalizację akwenu oraz jego otoczenia według projektu biura Amaya Architekci; miasto Katowice wydało na ten cel ponad 7 mln zł. Utworzono m.in. ogólnodostępne kąpielisko.